# Weronika Grozdew-Kołacińska
Weronika Grozdew-Kołacińska (ur. 1975) – polska etnomuzykolożka, pieśniarka o bułgarskich korzeniach.

## Życiorys
W 1996 ukończyła Liceum Muzyczne im. W. Lutosławskiego w Białymstoku (dyplom w klasie fortepianu i wokalistyki), w 2001 studia magisterskie w Instytucie Muzykologii UW. Studia doktoranckie w Instytucie Muzykologii KUL ukończyła w 2006. W roku akademickim 1999/2000 była stypendystką w Instytucie Tradycji Ludowej na Uniwersytecie w Tampere w Finlandii. Kształciła się podyplomowo: Podyplomowe Studia Etnomuzykologiczne w Instytucie Muzykologii UW (2009–2016), Podyplomowe Studia Zarządzania Kulturą w Instytucie Badań Literackich PAN (2009–2012), Podyplomowe Studia „Historia sztuki. Muzyka. Teatr i Film” w Instytucie Sztuki PAN; Uniwersytet Muzyczny Fryderyka Chopina w Warszawie, Wydz. III Instrumentalny, spec. Jazz i World Music; Podyplomowe Studium Muzyki Tradycyjnej w Akademii Muzycznej im. K. Szymanowskiego w Katowicach. Była inicjatorką i współtwórczynią tych ostatnich. W latach 2002–2005 wykładała w Zakładzie Etnomuzykologii i Hymnologii Instytutu Muzykologii KUL.
Od 2012 jest adiunktką w Zakładzie Muzykologii IS PAN. Od 2017 kieruje Pracownią Etnomuzykologii IS PAN. Wcześniej, w latach 2001–2007, współpracowała z IS PAN w zakresie Zbiorów Fonograficznych. Wykłada na Uniwersytecie Muzycznym Fryderyka Chopina w Warszawie (specjalność Jazz i World Music) oraz na Akademii Muzycznej im. K. Szymanowskiego w Katowicach (Podyplomowe Studia Muzyki Tradycyjnej).
W latach 2012–2017 koordynowała Pracownię Muzyki Tradycyjnej w Instytucie Muzyki i Tańca. Prowadziła warsztaty śpiewu tradycyjnego.
W latach 2007–2015 współpracowała z Muzeum Powstania Warszawskiego przy wydarzeniu „Warszawiacy śpiewają (nie)zakazane piosenki”.
Jest współzałożycielką (2012) i była członkinią zarządu Stowarzyszenia „Polskie Seminarium Etnomuzykologiczne”, w latach 2016-2021 jego prezeską. W 2012 została członkinią Polskiego Towarzystwa Ludoznawczego Oddział Warszawa, rok później dołączyła do Sekcji Muzykologów Związku Kompozytorów Polskich. Należy do International Council for Traditional Music przy UNESCO.
Jest jurorką na przeglądach muzyki tradycyjnej i folkowej w Polsce (Konkurs Gry na Instrumentach Pasterskich im. Kazimierza Uszyńskiego w Ciechanowcu, Dni Kultury Kurpiowskiej w Nowogrodzie, Turniej Muzyków Prawdziwych w Filharmonii im. M. Karłowicza w Szczecinie – przewodnicząca jury, Ogólnopolski Festiwal Kapel i Śpiewaków Ludowych w Kazimierzu Dolnym, konkurs Programu Drugiego Polskiego Radia (RCKL) „Fonogram Źródeł”).
Wielokrotnie była laureatką konkursu Polskiego Radia „Nowa Tradycja” i „Folkowego Fonogramu Roku”. Do „Fryderyka” nominowano trzy płyty z jej udziałem, a projekt, którego była pomysłodawczynią i realizatorką – Etnofonie Kurpiowskie – nominowano do nagrody „Koryfeusz Muzyki Polskiej”.
Przygotowała Mój śpiewnik powstańczy i Śpiewnik dawnej Warszawy. Jest autorką artykułów naukowych i książki Bułgarzy katolicy. Tradycyjna kultura muzyczna diaspory, jak również – od 2012 – redaktorką naczelną serii Polska Pieśń i Muzyka Ludowa, której wydawcą jest IS PAN.

## Nagrody i odznaczenia
- Nagroda Prezesa Związku Kurpiów „Kurpik 2012” za promowanie regionu[8]
- 2015 – honorowe obywatelstwo gminy Kadzidło[4]